# ملبورن (کالیفرنیا)
ملبورن (به انگلیسی: Melbourne) یک منطقهٔ مسکونی در ایالات متحده آمریکا است که در شهرستان مندوسینو، کالیفرنیا واقع شده‌است. ملبورن ۵۱ متر بالاتر از سطح دریا واقع شده‌است.